# Trejuvell
Trejuvell es una localidad española del municipio leridano de Les Valls d'Aguilar, en la comunidad autónoma de Cataluña.

## Historia
A mediados del siglo XIX, el lugar, por entonces perteneciente al municipio de la Guardia, tenía contabilizada una población de 42 habitantes. La localidad aparece descrita en el decimoquinto volumen del Diccionario geográfico-estadístico-histórico de España y sus posesiones de Ultramar de Pascual Madoz de la siguiente manera: 

TREJUVELL: l. en la prov. de Lérida (20 leg.), part. jud. y dióc. de Seo de Urgel (4), aud. terr. y c. g. de Barcelona (26), ayunt. de la Guardia. sit. en la pendiente de una montaña: su clima es frio, pero sano. Tiene 8 casas: igl. anejo de Castellás; cementerio, y una fuente de buenas aguas. Confina N. Espaent; é Noves y Malgrat; S. la montaña de Ares, y O. las masias de Ausas. El terreno es de mediana y mala calidad. Los caminos son locales: la correspondencia se recibe de la Seo de Urgel. prod.: trigo, legumbres, patatas y pastos; cria ganado lanar, cabrio y de cerda, y caza de liebres, perdices y conejos. pobl.: 9 vec., 42 alm. contr.: con el ayunt.
(Madoz, 1849, p. 138)

Hoy día pertenece al municipio de Les Valls d'Aguilar. En 2022, la entidad singular de población tenía empadronado 1 habitante.